# هيلين الكسندر
هيلين الكسندر (بالإنجليزية: Helen Alexander)‏ هي سيدة أعمال بريطانية، ولدت في 10 فبراير 1957 في جنيف في سويسرا، وتوفيت في 5 أغسطس 2017 بسبب سرطان.